# بی‌پناه (فیلم ۱۳۶۵)
بی‌پناه فیلمی ملودرام محصول سال ۱۳۶۵ و به کارگردانی و نویسندگی علیرضا داوودنژاد است که مانند برخی از آثار دیگر او به مشکلات جوانان و دغدغه‌های اجتماعی می‌پردازد.

## داستان
احمد معتاد است، همسرش او و فرزند خود را ترک می‌کند و پس از مدتی با مأمور کمیته به نام مرتضی ازدواج می‌کند. زن که نگران وضع رضا است. بدون اطلاع همسر جدید با احمد در تماس است. احمد شرمگین از وضع خود با آصف، که فروشنده مواد مخدر است، درگیر می‌شود وتهدید می‌کند که او را به پلیس لو خواهد داد. آصف برای جلوگیری از اقدام احمد فرزند او را به گروگان می‌گیرد. زن برای نجات فرزند گردن بندی را که از مرتضی هدیه گرفته است به احمد می‌دهد.
مأموران کمیته احمد را دستگیر می‌کنند و چون گردنبند را نزد او می‌یابند به مرتضی خبر می‌دهند. مرتضی به زن بدگمان می‌شود و او به ناچار ماجراهایی را که بر سرش آمده بازگو می‌کند. احمد اعتیاد را ترک می‌کند و با کمک مرتضی آصف و دار و دسته اش را به دام می‌اندازد. مرتضی زن را طلاق می‌دهد تا او زندگی را با احمد و رضا از سر بگیرد.

## فهرست بازیگران
فهرست بازیگران فیلم عبارتند از:
1. فریماه فرجامی
2. عبدالرضا اکبری
3. مصطفی طاری
4. پری امیرحمزه
5. منوچهر افسری
6. فریده دریامج
7. علی سازگار
8. عباداله به افروز
9. کریم نشاط
10. غلام پیرمجیدی
11. رضا داوودنژاد